# Air Tahiti Nui
Air Tahiti Nui ist eine französisch-polynesische Fluggesellschaft mit Sitz in Papeete und Basis auf dem Flughafen Tahiti.

## Geschichte

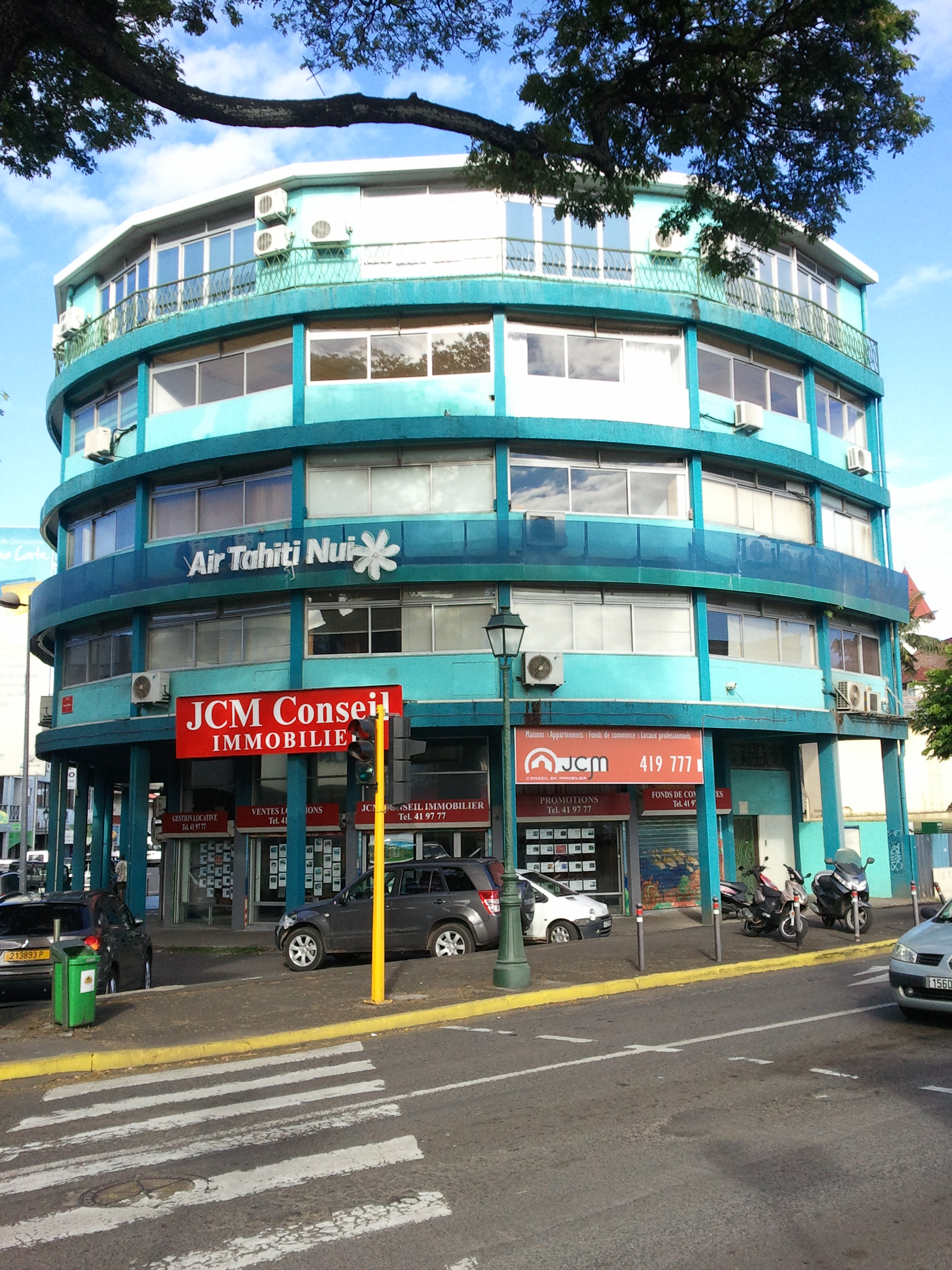
Sitz der Air Tahiti Nui in Papeete

Air Tahiti Nui wurde am 31. Oktober 1996 gegründet und nahm den Flugbetrieb am 20. November 1998 auf. Sie wurde vom Staat mit dem Zweck gegründet, mehr Touristen auf Französisch-Polynesien aufmerksam zu machen. Da die Gesellschaft keine ausreichende Erfahrung im Betrieb von Langstreckenflugzeugen nachweisen konnte, erhielt sie zur Betriebsaufnahme keine ETOPS-Zulassung. Aus diesem Grund konnte Air Tahiti Nui vorerst nur Airbus A340-200 mit vier Triebwerken für ihr nur aus transozeanischen Langstrecken bestehendes Streckennetz einsetzen. Ab 2002 wurden diese durch größere A340-300 ersetzt. Insgesamt hält Französisch-Polynesien einen Anteil von 61,7 %, weitere Besitzer sind lokale Investoren.
Am 2. März 2015 bestellte Air Tahiti Nui vier Boeing 787-9. Dabei wurden zwei bei Boeing direkt gekauft und zwei von Air Lease Corporation geleast.
Am 14. März flog die französische Fluggesellschaft Air Tahiti Nui laut CNN mit 9.765 Meilen von Tahiti zum Pariser Flughafen Charles de Gaulle den bis dahin längsten Inlands-Passagierflug aller Zeiten.
Am 16. März 2020 flog Air Tahiti Nui in Folge der Corona-Pandemie mit 15.715 Kilometern (8.485 nautische Meilen) von Papeete nach Paris den bis dato längsten Inlandsflug. Am 15. Mai 2020 wurde dieser jedoch von French Bee, ebenfalls in Folge der Corona-Pandemie, um 414 Kilometern (223 nautische Meilen) mit insgesamt 16.129 Kilometern (8.709 nautische Meilen) übertroffen.

## Flugziele
Air Tahiti Nui bedient vom Flughafen Tahiti aus Städte in Ost- und Australasien, Nordamerika sowie Paris als einziges Ziel in Europa.
Darüber hinaus bestehen Codeshare-Abkommen mit Air New Zealand, Aircalin, American Airlines, Japan Airlines, Korean Air, Qantas Airways und SNCF.

## Flotte

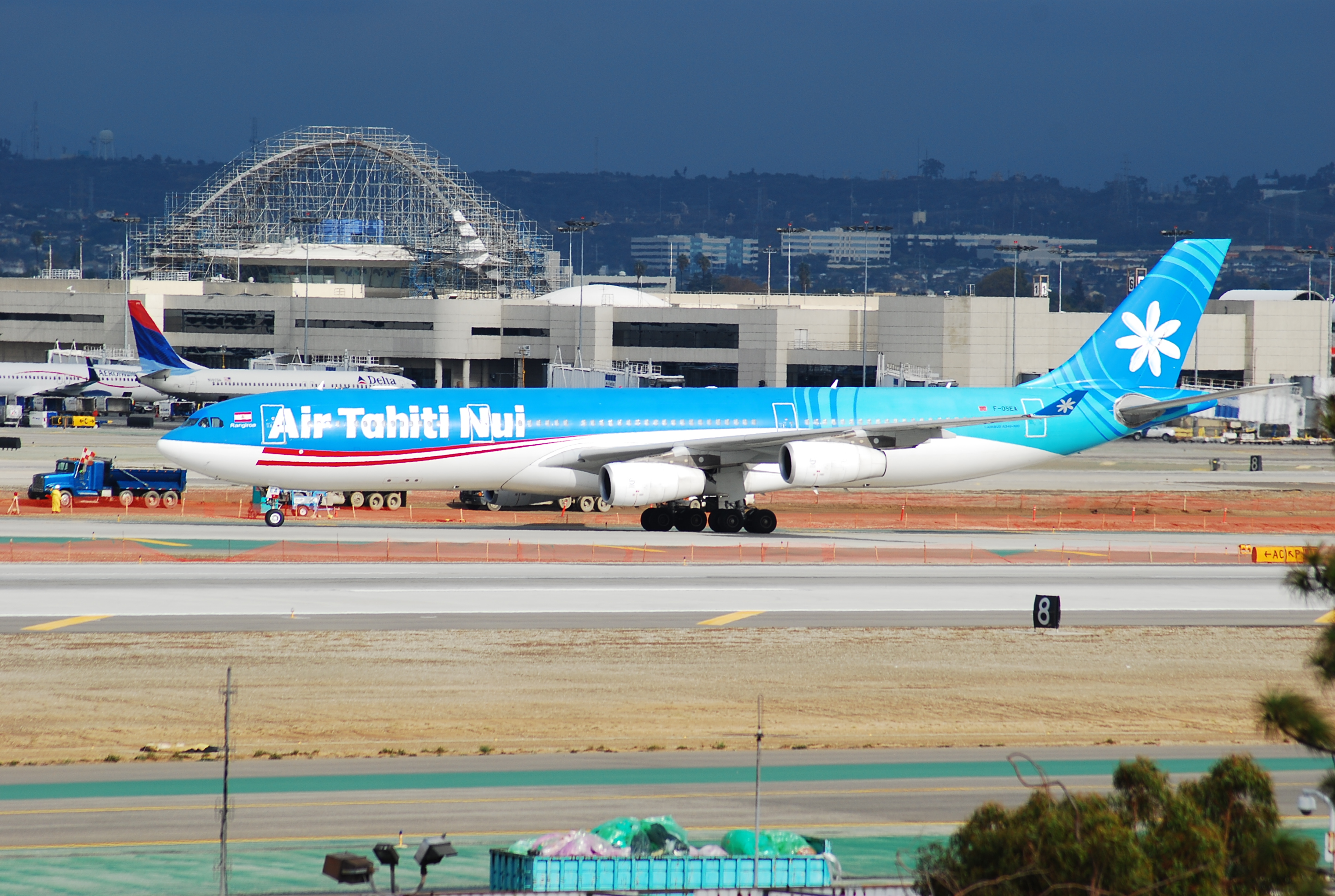
Airbus A340-300 Rangiroa auf dem Los Angeles International Airport

### Aktuelle Flotte
Mit Stand Mai 2025 besteht die Flotte der Air Tahiti Nui aus vier Flugzeugen mit einem Durchschnittsalter von 6,2 Jahren:
| Flugzeugtyp  | Anzahl | bestellt | Anmerkungen | Sitzplätze (Business/Economy) |
| ------------ | ------ | -------- | ----------- | ----------------------------- |
| Boeing 787-9 | 4      |          |             | 294 (–/30/32/232)             |
| Gesamt       | 4      | -        |             |                               |

### Ehemalige Flugzeugtypen
In der Vergangenheit setzte Air Tahiti Nui unter anderem bereits folgende Flugzeugtypen ein:
| Flugzeugtyp     | Anzahl | Anmerkung | Einflottung | Ausflottung |
| --------------- | ------ | --------- | ----------- | ----------- |
| Airbus A340-200 | 1      |           | 1998        | 2003        |
| Airbus A340-300 | 5      |           | 2001        | 2019        |